# Marie Antoinette (film, 1938)
Marie Antoinette är en amerikansk historisk dramafilm från 1938 i regi av W.S. Van Dyke. Filmen är baserad på Stefan Zweigs biografi Marie Antoinette: en olycklig drottnings historia från 1932. I titelrollen som Marie-Antoinette ses Norma Shearer.
Filmen blev Irving Thalbergs sista projekt innan han dog 1936, då filmen ännu var i planeringsstadiet. Hans änka Norma Shearer förblev engagerad i projektet, trots att hennes entusiasm för sin filmkarriär i stort sett försvann efter hans död.
Med en budget på drygt två miljoner dollar var det en av  1930-talets dyraste filmer, men också en av de största succéerna.

## Handling
I Wien 1769, berättar kejsarinnan Maria Teresia av Österrike för sin dotter Maria Antonia att hon ska gifta sig med kronprins Louis-Auguste. Marie är exalterad över att bli den framtida drottningen av Frankrike, men blir bestört när hon inser att hennes make är en blyg man som inte tycker om att delta i festligheter. Efter otaliga försök att behaga honom, avslöjar Louis att han inte kan alstra några barn och försöker istället övertala Marie om att umgås med den makthungrige hertigen av Orléans.
På hennes andra bröllopsdag ger Madame du Barry, kung Ludvig XV:s älskarinna, Marie en tom vagga och en dikt som kritiserar hennes oförmåga att producera en arvinge. Trots denna skymf klarar Louis inte att stå upp mot sin farfar. En tid senare möter Marie den svenske greven Axel von Fersen på en kostymbal.

## Rollista i urval
- Norma Shearer – Marie-Antoinette
- Tyrone Power – greve Axel von Fersen
- John Barrymore – kung Ludvig XV
- Robert Morley – kung Ludvig XVI
- Anita Louise – prinsessan de Lamballe
- Joseph Schildkraut – hertig av Orléans
- Gladys George – Madame du Barry
- Henry Stephenson – greve Mercy
- Cora Witherspoon – hertiginnan de Noailles
- Barnett Parker – prins de Rohan
- Reginald Gardiner – greven av Artois
- Henry Daniell – La Motte
- Leonard Penn – Toulan
- Albert Van Dekker – greven av Provence
- Alma Kruger – kejsarinnan Maria Teresia
- Joseph Calleia – Drouet
- George Meeker – Robespierre
- Scotty Beckett – kronprinsen
- Marilyn Knowlden – prinsessan Therese
- Harry Davenport – monsieur de Cosse
- Nigel De Brulier – ärkebiskopen
- Walter Walker – Benjamin Franklin